# Латинський кубок 1953
П'ятий розіграш Латинського кубка, що проводився з 4 червня по 7 червня 1952 року. Цей міжнародний футбольний клубний турнір розігрувався переможцями національних чемпіонатів Іспанії, Італії, Португалії та Франції. Країною-господаркою була Португалія. Переможцем вперше став французький «Реймс».
Кубок був заснований футбольними федераціями чотирьох романськомовних країн Західної Європи. Матчі кубку проводились в одній країні, по черзі в кожній з країн-учасниць. Розіграш кубка влаштовувався влітку по закінченні поточного сезону національних чемпіонатів. Змагання складалися з двох півфіналів, матчу за третє місце і фінального матчу.

## Учасники
| N° | Країна     | Команда    | Ліга                                  |
| -- | ---------- | ---------- | ------------------------------------- |
| 1  | Італія     | «Мілан»    | 3 місце чемпіонату Італії 1952-53     |
| 2  | Іспанія    | «Валенсія» | 2 місце чемпіонату Іспанії 1952-53    |
| 3  | Португалія | «Спортінг» | 1 місце чемпіонату Португалії 1952-53 |
| 4  | Франція    | «Реймс»    | 1 місце чемпіонату Франції 1952-53    |

## Півфінали
| 4.06.1953 |

| «Мілан»                                                         | 4:3 (0:1, 2:2, 1:0) | «Спортінг»                               |
| --------------------------------------------------------------- | ------------------- | ---------------------------------------- |
| Гуннар Нордаль 66', 72' Нільс Лідгольм 96' Амлето Фріньяні 118' | (Протокол)          | 20' Мануел Васкеш 89', 106' Жоау Мартінш |

| «Національний стадіон», Лісабон Арбітр: Рамон Азон Рома |

«Мілан»: Лоренцо Буффон, Артуро Сільвестрі, Франческо Дзагатті, Карло Анновацці, Омеро Тоньйон, Челестіно Челіо, Ренцо Буріні, Гуннар Грен, Гуннар Нордаль, Нільс Лідгольм, Амлето Фріньяні, Тренер: Маріо Спероне.
«Спортінг»: Карлуш Гоміш, Жоакім Пачеку, Мануел Пассуш, Арманду Барруш, Мануел Калдейра, Жука, Албану Перейра, Фернанду Мендонка, Жозе Травассуш, Жоау Мартінш, Мануел Васкеш, тренер: Рендольф Гелловей
| 4.06.1953 |

| «Реймс»                           | 2:1 (0:1)  | «Валенсія»       |
| --------------------------------- | ---------- | ---------------- |
| Франсіс Меано 46' Раймон Копа 61' | (Протокол) | 27' Кіліано Гаго |

| «Даш Анташ», Порту Арбітр: Джорджо Бернарді |

«Реймс»: Поль Сінібальді, Сімон Зімні, Роже Марш, Арман Пенверн, Робер Жонке, Раймон Чіччі, Брам Аппел, Леон Гловацький, Раймон Копа, Жан Темплін, Франсис Меано, тренер:Альбер Батте.
«Валенсія»: Сесаріо Лопес, Сократес Перес, Габріель Суньєр, Луїс Діас Ернандо, Сальвадор Монсо, Енріке Буке, Пасьєгіто, Антоніо Пучадес, Антоніо Фуертес, Кіліано Гаго, Вісенте Сегі, тренер: Хасінто Кінкосес

## За третє місце
| 4.06.1953 |

| «Спортінг»                                 | 4:1 (2:0)  | «Валенсія»          |
| ------------------------------------------ | ---------- | ------------------- |
| Мануел Васкеш 3', 62' Жоау Мартінш 6', 46' | (Протокол) | 27' Мануель Баденес |

| «Національний стадіон», Лісабон Арбітр: Едуар Ерзік |

«Спортінг»: Карлуш Гоміш, Вісенте Камілу, Мануел Пассуш, Арманду Барруш, Мануел Калдейра, Жука, Албану Перейра, Галілеу Моура, Жозе Травассуш, Жоау Мартінш, Мануел Васкеш, тренер: Рендольф Гелловей.
«Валенсія»: Сесаріо Лопес, Жозе Мангріньян, Габріель Суньєр, Антоніо Пучадес, Сальвадор Монсо,  Пасьєгіто, Антоніо Фуертес, Кіліано Гаго, Вісенте Сегі, Габріель Тальтавуль, Мануель Баденес, тренер: Хасінто Кінкосес

## Фінал
| 7 червня 1953 |

| «Реймс»                             | 3:0 (1:0)  | «Мілан» |
| ----------------------------------- | ---------- | ------- |
| Раймон Копа 31', 75' Брам Аппел 53' | (протокол) |         |

| «Національний стадіон», Лісабон Арбітр: Жозе Вієйра да Кошта |

|                  |    |                 |  |
|                  |    |                 |  |
| ВР               | 1  | Поль Сінібальді |  |
| ЗХ               | 2  | Сімон Зімні     |  |
| ЗХ               | 3  | Роже Марш       |  |
| ЗХ               | 4  | Арман Пенверн   |  |
| ПЗ               | 5  | Робер Жонке     |  |
| ПЗ               | 6  | Раймон Чіччі    |  |
| НП               | 7  | Брам Аппел      |  |
| НП               | 8  | Леон Гловацький |  |
| НП               | 9  | Раймон Копа     |  |
| НП               | 10 | Жан Темплін     |  |
| НП               | 11 | Франсис Меано   |  |
| Головний тренер: |    |                 |  |
| Альбер Батте     |    |                 |  |

|               |    |                    |  |
|               |    |                    |  |
| ВР            | 1  | Лоренцо Буффон     |  |
| ЗХ            | 2  | Артуро Сільвестрі  |  |
| ЗХ            | 3  | Франческо Дзагатті |  |
| ПЗ            | 4  | Карло Анновацці    |  |
| ПЗ            | 5  | Омеро Тоньйон      |  |
| ПЗ            | 6  | Челестіно Челіо    |  |
| НП            | 7  | Ренцо Буріні       |  |
| НП            | 8  | Гуннар Грен        |  |
| НП            | 9  | Гуннар Нордаль     |  |
| НП            | 10 | Нільс Лідгольм     |  |
| НП            | 11 | Амлето Фріньяні    |  |
| Тренер:       |    |                    |  |
| Маріо Спероне |    |                    |  |

## Найкращі бомбардири

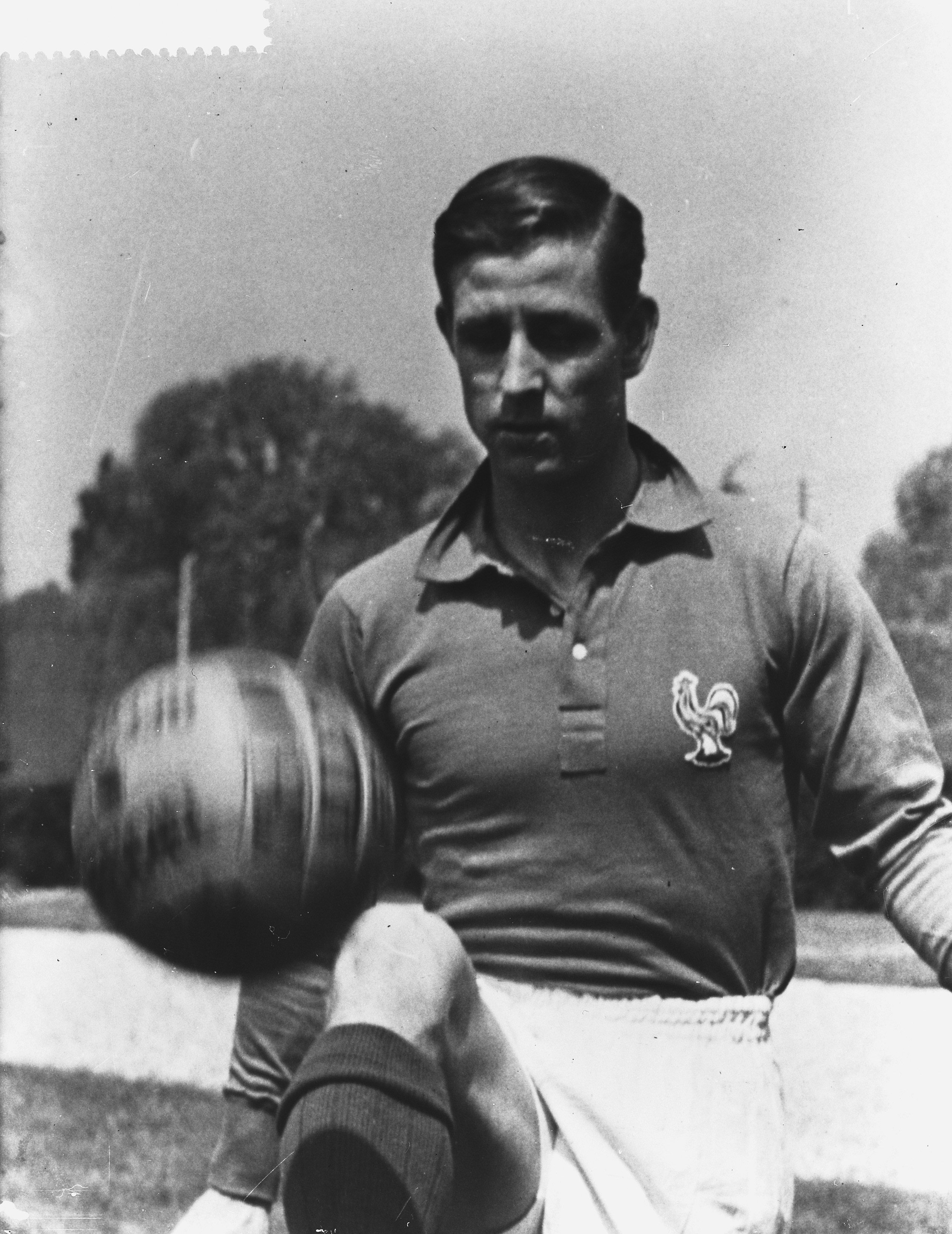
Раймон Копа — автор двох голів у фіналі

| Місце | Гравець                    | Голи |
| ----- | -------------------------- | ---- |
| 1     | Жоау Мартінш («Спортінг»)  | 4    |
| 2     | Раймон Копа («Реймс»)      | 3    |
| 2     | Мануел Васкеш («Спортінг») | 3    |
| 4     | Гуннар Нордаль («Мілан»)   | 2    |